# Besjankovitjy rajon
Besjankovitjy rajon (belarusiska: Бешанковіцкі раён: Besjankovitski rajon), även Besjenkovitji rajon (ryska: Бешенковичский район: Besjenkovitjskij rajon) är ett distrikt i Belarus. Huvudort är Besjankovitjy och ligger i Vitsebsks voblast, i den norra delen av landet, 170 kilometer nordost om huvudstaden Minsk.